# Museo de Arte de la Universidad Estatal de Arizona
El Museo de Arte de la Universidad Estatal de Arizona es operado por Universidad Estatal de Arizona, y está ubicado en su campus principal en Tempe. La colección se estableció en 1950 y contaba hasta inicios del siglo XXI con unos 12 000 objetos en su colección permanente. Los enfoques principales de la colección son el arte contemporáneo, incluidos los nuevos medios; artesanías, con énfasis en la cerámica estadounidense; grabados históricos y contemporáneos; el arte de Arizona y el suroeste de Estados Unidos, con énfasis en artistas latinos; también el arte de toda América, tanto piezas históricas como modernistas y contemporáneas.
El director del museo depende del decano del Instituto Herberger para el Diseño y las Artes, y los miembros de la comunidad están representados a través de la Junta de Impacto Creativo del museo. El museo está ubicado en dos edificios. El edificio principal es el Centro Nelson de Bellas Artes, diseñado por el arquitecto Antoine Predock. El segundo edificio del museo, el Ceramics Research Center, se encuentra al norte, en la calle 7.ma y la avenida Mill en el Edificio Brickyard Engineering. La entrada al museo es gratis. El estacionamiento en el museo principal es gratuito en los espacios reservados directamente en frente del museo. El estacionamiento en la ubicación de Brickyard tiene parquímetro.

## Historia e instalaciones
En 1950, el abogado de Phoenix, Oliver B. James, regaló 16 pinturas al óleo de artistas estadounidenses a la Universidad Estatal de Arizona. Durante cinco años, James donó al museo más de 149 obras de varios artistas estadounidenses, mexicanos y europeos. La colección se incluyó originalmente en el primer edificio de la biblioteca de la universidad, la Biblioteca Matthews. El edificio neoclásico fue construido en 1930 y remodelado en 1951. La biblioteca Matthews se amplió en 1955, pero en 1966, la colección de libros superó el espacio disponible de la biblioteca y las autoridades universitarias decidieron trasladarlos a la Biblioteca Charles Trumbull Hayden, que se había completado el año anterior.
La colección de arte permaneció en el edificio de la Biblioteca Matthews, rebautizado como Centro Matthews. Las contribuciones de los donantes ampliaron las colecciones del museo, particularmente de grabados y artesanías estadounidenses. En 1977, el museo recibió una subvención del National Endowment for the Arts para la compra de cerámica estadounidense contemporánea. En 1978, el museo ocupaba todo el segundo piso del Centro Matthews, con unos 930 m ² de espacio expositivo. En abril de 1989, el Museo de Arte se mudó al recién terminado Centro Nelson de Bellas Artes, diseñado por el arquitecto Antoine Predock, donde el museo permanece hoy. El Centro Nelson tiene 4620 m ² e incluye cinco galerías, así como oficinas administrativas y áreas de almacenamiento y procesamiento. Poco después del traslado del Museo a sus nuevas instalaciones, el tamaño de su personal se duplicó, y se agregaron un curador de educación, un gerente de colección y varios trabajadores administrativos y de seguridad. 
En 1992, Marilyn A. Zeitlin se convirtió en directora del museo. Zeitlin fue elogiada por expandir ocho veces las colecciones del museo durante su dirección. Bajo Zeitlin, el museo fue elegido para comisariar la muestra del videoartista Bill Viola en el Pabellón de los Estados Unidos en la Bienal de Venecia en 1995. En 2007, el museo fue el centro de una controversia cuando The Arizona Republic reveló que una auditoría de la universidad a principios de ese año mostró que el museo había recibido 450 000 dólares durante siete años de Stephane Janssen, uno de los donantes más grandes del museo, y que había acordado con él la compra obras de su empresa. Se determinó que el arreglo no era ilegal, pero se suspendió. Zeitlin dimitió a finales de 2007, después de 15 años como directora, sin que se demostrara en las investigaciones nada de lo que se le acusó.
En marzo de 2002, el Ceramics Research Center abrió en el Centro Tempe, justo al norte del Centro Nelson. El Centro fue diseñado por Gabor Lorant Architects, Inc. e incluye 700 m ² con dos galerías, estantes de almacenamiento abiertos y una biblioteca de investigación. Las instalaciones adicionales en los dos edificios de la biblioteca incluyen una sala de conferencias, una sala de estudio de impresión y un ninfeo (patio). 

## Colecciones
Las obras de arte contemporáneo en poder del museo incluyen obras de Hung Liu, Karel Appel, Derek Boshier, Deborah Butterfield, Sue Coe, Dan Collins, Vernon Fisher, Jon Haddock, William Kentridge, Lynn M. Randolph, Frances Whitehead y William T. Wiley.
El enfoque de las existencias de arte latinoamericano del Museo está en el arte mexicano del siglo XX, la cerámica y el arte popular mexicano; y el arte cubano contemporáneo. El núcleo de la colección latinoamericana fue donado al museo en 1950 e incluye obras de David Alfaro Siqueiros, Diego Rivera y Rufino Tamayo. Las adquisiciones posteriores de piezas de artistas mexicanos incluyen obras de Carlos Mérida, Rafael y Pedro Coronel; José Guadalupe Posada, Leopoldo Méndez y otros miembros del Taller de Gráfica Popular. Las obras de artistas cubanos en la colección del museo incluyen obras de Pedro Reinaldo Álvarez Castelló, José Ángel Toirac Batista y Kcho. El museo también ha adquirido piezas de los artistas brasileños.
La colección de arte estadounidense comprende una de las colecciones más pequeñas del Museo. Comenzó con las contribuciones originales de Oliver B. James. Las obras anteriores de la colección incluyen a los primeros pintores estadounidenses de manuscritos ilustrados, mientras que las obras más recientes son de modernistas del siglo XX, incluidos Charles Demuth, Yasuo Kuniyoshi y Stuart Davis. Entre las existencias de la colección estadounidense se encuentran varias pinturas de paisajes románticos del siglo XIX, obras de la Escuela Ashcan y retratos, incluida la Sra. Stephen Peabody de Gilbert Stuart (1809). El museo tiene la obra Cráneo del caballo en azul de Georgia O'Keeffe (1930), una representación de un cráneo blanqueado por el sol que es la primera de una serie de pinturas de calaveras creadas por O'Keeffe. El fondo azul de la pintura es una referencia a los cielos de Nuevo México y la pintura sigue la tradición memento mori de las naturalezas muertas. El museo también alberga Casa junto al camino Edward Hopper (1942); y The Canal (1915) de Albert Pinkham Ryder. 
Las colecciones de estampas en el Museo incluyen unas 5000, que se encuentran en la Sala de Estudio de Estampas Jules Heller. Uno de los focos de la colección de estampas del museo se ocupa de cuestiones sociales y políticas; las obras incluyen piezas de William Hogarth, Honoré Daumier, Francisco de Goya, José Guadalupe Posada, Leopoldo Mendéz y Francesc Torres. La colección incluye alrededor de 50 grabados y trabajos en papel de artistas cubanos contemporáneos y 123 litografías y grabados a buril de Sue Coe. La colección de grabados también incluye ejemplos de ukiyo-e japonés. 
La colección de cerámica del museo incluye unas 3500 piezas, de las cuales la mitad se exhibe en el Centro de Investigación de la Cerámica. Las obras incluyen piezas de Robert Arneson, María Martínez, Beatrice Wood, Betty Woodman, Bernard Leach, Michael Cardew y Shōji Hamada. En 2017 la Fundación Windgate con sede en Arkansas, donó 300 000 dólares al Museo, que fueron usados para  financiar nuevas adquisiciones y programas relacionados con la artesanía contemporánea.